# Nessaja
Nessaja è un brano musicale scritto da Peter Maffay e Rolf Zuckowski per il musical del 1983 Tabaluga. La canzone è stata pubblicata come singolo dal gruppo musicale tedesco Scooter nel 2002, come estratto dal loro album dal vivo Encore: Live and Direct.

## Tracce
CD (Germania)
1. Nessaja (Radio Edit) – 3:28
2. Nessaja (Extended) – 5:18
3. Nessaja (The Ultimate Clubmix) – 7:09
4. Shortbread – 3:55

12" (Europa)
1. Nessaja (Extended) – 5:18
2. Nessaja (Ultimate Club Mix) – 7:09
3. Nessaja (Topmodelz Mix) – 5:40

CD (UK)
1. Nessaja (Radio Edit) – 3:28
2. Nessaja (Clubstar UK Remix) – 7:28
3. Nessaja (Flip & Fill Remix) – 6:16
4. Nessaja (Video UK edit) – 3:26